# Roland Spångberg
Roland Otto Eugen Spångberg (Stoccolma, 4 febbraio 1923 – Stoccolma, 9 maggio 2011) è stato un pallanuotista svedese che ha partecipato alle Olimpiadi estive del 1948 e del 1952.